# El Poblenou (Sabadell)
El Poblenou de la Salut o Poble Nou de la Salut és un dels barris del Districte 7 de Sabadell, situat entre la riera de Canyameres i el Cementiri de Sant Nicolau, tot seguint el traçat de la carretera C-155 de Sabadell a Granollers. És el barri més allunyat i desconnectat del nucli urbà.
Es va començar a formar aproximadament entre finals dels anys 40 i principis dels 50, durant el franquisme amb el nom de "Barriada Ntra. Señora de la Salud", i posteriorment va ser anomenat el Poblenou de la Salut. El 1955 la Delegación de Vivienda y Suburbios de l'Ajuntament de Sabadell va distribuir la perifèria urbana en set barris, entre els quals el del Poblenou, que en aquell moment integrava també el petit nucli del Raval d'Amàlia i l'actual barri de Torre-romeu. L'inici del barri va ser l'autoconstrucció d'habitatges de mans bàsicament d'immigrants que provenien de tot arreu d' Espanya. El 1968 s'hi comptabilitzaven 120 «chabolas que no reúnen las condiciones mínimas». Les condicions d'habitabilitat en aquell moment les reivindicaven organitzacions catòliques –com la Joventut Obrera Catòlica (JOC)–, assistencials –com Càritas– i polítiques –com el PSUC O LA LCR–. Als anys 1960 hi va sorgir un moviment veïnal que va ajudar a compensar les greus deficiències en serveis tan bàsics com l'aigua corrent i el clavegueram, la pavimentació i l'enllumenat o els equipaments sanitaris i educatius. El primer ajuntament democràtic, amb Antoni Farrés al capdavant, va acabar de dur els serveis mínims al barri, als anys 1976.

## Transport al barri
Actualment el barri té tres línies de bus que el connecten amb la resta de la ciutat:
- Línia 4. El Poblenou - La Roureda (de dilluns a dissabte)

- Línia 44. El Poblenou - Parc Taulí (de dilluns a divendres feiners)
- Línia F4. El Poblenou - La Roureda (només diumenges i festius)